# Associazione Calcio Arezzo 1999-2000
Questa pagina raccoglie le informazioni riguardanti l'Associazione Calcio Arezzo nelle competizioni ufficiali della stagione 1999-2000.

## Stagione
Nella stagione 1999-2000 l'Arezzo disputa il girone B del campionato di Serie C1, raccoglie 52 punti con il quinto posto finale, che vale la disputa dei Play-off, anche il Palermo ha raggiunto gli stessi 52 punti dell'Arezzo, ma è in svantaggio negli scontri diretti. Vince il campionato il Crotone che sale direttamente in Serie B. Nei Play-off in semifinale la squadra aretina, ancora allenata da Serse Cosmi, incrocia l'Ancona, che pareggia (1-1) al Comunale e vince (2-1) al Conero, poi la squadra dorica in finale supera anche l'Ascoli e torna in Serie B. Nella Coppa Italia di Serie C la squadra amaranto disputa il girone I di qualificazione, che promuove ai sedicesimi di finale il Montevarchi, raccogliendo comunque due vittorie. Da segnalare il notevole contributo stagionale di reti di Fabio Bazzani, l'attaccante bolognese ha firmato 23 reti.

## Rosa

Il neoacquisto e nuovo capitano Roberto Bacci

| N. |                   | Ruolo | Calciatore           |
| -- | ----------------- | ----- | -------------------- |
|    | Italia (bandiera) | C     | Mauro Antonioli      |
|    | Italia (bandiera) | D     | Roberto Bacci ()     |
|    | Italia (bandiera) | A     | Fabio Bazzani        |
|    | Italia (bandiera) | D     | Fabio Bonadei        |
|    | Italia (bandiera) | C     | Fabrizio Caracciolo  |
|    | Italia (bandiera) | D     | Gabriele Cioffi      |
|    | Italia (bandiera) | D     | Marco Di Loreto      |
|    | Italia (bandiera) | C     | Ciro Di Nicolantonio |
|    | Italia (bandiera) | D     | Fabio Di Sauro       |
|    | Italia (bandiera) | A     | Felice Foglia        |
|    | Italia (bandiera) | A     | Alberto Gallo        |
|    | Italia (bandiera) | C     | Dino Giannascoli     |
|    | Italia (bandiera) | C     | Luca Grilli          |

| N. |                   | Ruolo | Calciatore         |
| -- | ----------------- | ----- | ------------------ |
|    | Italia (bandiera) | C     | Filippo Lippi      |
|    | Italia (bandiera) | C     | Simone Martinetti  |
|    | Italia (bandiera) | C     | Omar Menchetti     |
|    | Italia (bandiera) | C     | Vasco Morelli      |
|    | Italia (bandiera) | A     | Mattia Nicolini    |
|    | Italia (bandiera) | D     | Alfredo Ottolina   |
|    | Italia (bandiera) | A     | Cristian Ranalli   |
|    | Italia (bandiera) | C     | Maurizio Rinino    |
|    | Italia (bandiera) | C     | Pasquale Sensibile |
|    | Italia (bandiera) | D     | Agostino Siviero   |
|    | Italia (bandiera) | C     | Emiliano Tarana    |
|    | Italia (bandiera) | P     | Michele Tardioli   |
|    | Italia (bandiera) | D     | Simone Venturi     |

## Risultati

### Campionato

#### Girone di andata
| Arbitro: | Lombardi (Lanciano) |

|                |           |              |
| De Liguori 89’ | Marcatori | 69’ A. Gallo |

| Arbitro: | Palmieri (Cosenza) |

|                                |           |                |
| Bazzani 3’, 47’ A. Gallo 90+2’ | Marcatori | 88’ Costantini |

| Arbitro: | Esposito (Trapani) |

|             |           |  |
| Ventura 15’ | Marcatori |  |

| Arbitro: | Ambrosino (Torre Annunziata) |

|             |           |              |
| Bazzani 31’ | Marcatori | 74’ Federici |

| Arbitro: | Girardi (San Donà di Piave) |

|                |           |  |
| Mariniello 79’ | Marcatori |  |

| Arbitro: | Zenere (Schio) |

|            |           |                |
| Rinino 57’ | Marcatori | 90+3’ Marziano |

| Arbitro: | Cenni (Imola) |

|             |           |                              |
| Gennari 85’ | Marcatori | 3’, 7’ (rig.), 41’ Antonioli |

| Arbitro: | Ferone (Terni) |

|             |           |              |
| Bazzani 14’ | Marcatori | 15’ Fialdini |

| Arbitro: | Belloli (Bergamo) |

|              |           |               |
| Pilleddu 75’ | Marcatori | 28’ Antonioli |

| Arbitro: | Ardito (Bari) |

|                           |           |  |
| Ottolina 51’ A. Gallo 75’ | Marcatori |  |

| Arbitro: | Cavallaro (Legnago) |

|  |           |                        |
|  | Marcatori | 43’ Tarana 68’ Bazzani |

| Arbitro: | Bergonzi (Genova) |

|                                              |           |            |
| Antonioli 31’ (rig.), 63’ (rig.) Bazzani 40’ | Marcatori | 19’ Farris |

| Arbitro: | Pieri (Genova) |

|                                               |           |             |
| Battaglia 21’ Baiocco 22’ Liverani 77’, 90+3’ | Marcatori | 40’ Ranalli |

| Arbitro: | Ciampi (Pisa) |

|  |           |               |
|  | Marcatori | 90+1’ Bazzani |

| Arbitro: | Tonolini (Milano) |

|                                                            |           |                                          |
| Bazzani 14’, 17’, 35’, 55’ Antonioli 53’ (rig.) Tarana 66’ | Marcatori | 15’ Zeoli 36’, 81’ Cicconi 87’ Di Corcia |

| Arbitro: | Palmieri (Cosenza) |

|               |           |                                |
| Rinaldini 53’ | Marcatori | 3’ (rig.) Antonioli 15’ Rinino |

| Arbitro: | Dattilo (Locri) |

|                                       |           |                              |
| Bazzani 21’, 52’ Antonioli 42’ (rig.) | Marcatori | 14’ F. Marra 61’ Bertuccelli |

#### Girone di ritorno
| Arbitro: | Rizzoli (Bologna) |

|                            |           |                  |
| Bazzani 4’, 11’ Tarana 63’ | Marcatori | 24’ D. Di Nicola |

| Arbitro: | Ioseffi (Siena) |

|                                  |           |            |
| Balducci 60’, 68’ S. Tedesco 84’ | Marcatori | 4’ Bazzani |

| Arbitro: | Cruciani (Pesaro) |

|                       |           |                  |
| Martinetti 82’ (rig.) | Marcatori | 72’ La Grottería |

| Arbitro: | Carlucci (Molfetta) |

|  |           |               |
|  | Marcatori | 49’ Sensibile |

| Arezzo 6 febbraio 2000 22ª giornata | Arezzo                | 0 – 0 | Avellino | Stadio Città di Arezzo\| Arbitro: \| Cuttica (Alessandria) \| |
| Arbitro:                            | Cuttica (Alessandria) |       |          |                                                               |

| Catania 13 febbraio 2000 23ª giornata | Catania              | 0 – 0 | Arezzo | Stadio Cibali\| Arbitro: \| Lambertini (Bologna) \| |
| Arbitro:                              | Lambertini (Bologna) |       |        |                                                     |

| Arbitro: | Vicinanza (Albenga) |

|                      |           |                                |
| Antonioli 59’ (rig.) | Marcatori | 47’ Gennari 76’ (rig.) Zerbini |

| Arbitro: | Cruciani (Pesaro) |

|                                |           |             |
| Fabbrini 40’ Grieco 79’ (rig.) | Marcatori | 67’ Bazzani |

| Arezzo 12 marzo 2000 26ª giornata | Arezzo        | 0 – 0 | Nocerina | Stadio Città di Arezzo\| Arbitro: \| Ciampi (Pisa) \| |
| Arbitro:                          | Ciampi (Pisa) |       |          |                                                       |

| Arbitro: | Palmieri (Cosenza) |

|                             |           |  |
| Illario 25’ Elia 39’ (rig.) | Marcatori |  |

| Arezzo 2 aprile 2000 28ª giornata | Arezzo            | 0 – 0 | Fidelis Andria | Stadio Città di Arezzo\| Arbitro: \| Bergonzi (Genova) \| |
| Arbitro:                          | Bergonzi (Genova) |       |                |                                                           |

| Arbitro: | Zenere (Schio) |

|  |           |             |
|  | Marcatori | 90’ Bazzani |

| Arbitro: | Pieri (Genova) |

|             |           |            |
| Bazzani 25’ | Marcatori | 32’ Turchi |

| Arbitro: | Morganti (Ascoli Piceno) |

|                                             |           |  |
| Bazzani 12’, 16’, 25’ Rinino 30’ Tarana 62’ | Marcatori |  |

| Giulianova 30 aprile 2000 32ª giornata | Giulianova        | 0 – 0 | Arezzo | Stadio Rubens Fadini\| Arbitro: \| Ferraro (Crotone) \| |
| Arbitro:                               | Ferraro (Crotone) |       |        |                                                         |

| Arbitro: | Ponzalli (Firenze) |

|                    |           |                  |
| Livon 90+2’ (aut.) | Marcatori | 61’ (rig.) Frati |

| Arbitro: | Dondarini (Finale Emilia) |

|                             |           |              |
| Di Giulio 5’ Carannante 22’ | Marcatori | 81’ Ottolina |

### Play-off

#### Semifinale
| Arbitro: | Girardi (San Donà di Piave) |

|           |           |                     |
| Rinino 9’ | Marcatori | 26’ (aut.) Ottolina |

| Arbitro: | N. Ayroldi (Molfetta) |

|                           |           |           |
| Corallo 57’ Terrevoli 70’ | Marcatori | 54’ Bacci |

### Coppa Italia di Serie C

#### Girone I
| 22 agosto 1999 1ª giornata |  | – Turno di riposo Arezzo |  |  |

| Arbitro: | Niccolai (Livorno) |

|                     |           |            |
| Masi 7’ Porfido 37’ | Marcatori | 74’ Cioffi |

| Arbitro: | Griselli (Livorno) |

|             |           |                          |
| Bazzani 62’ | Marcatori | 27’ (rig.), 90’ Calcagno |

| Arbitro: | Ferlito (Prato) |

|               |           |                             |
| Gastasini 14’ | Marcatori | 16’, 20’ Bazzani 44’ Rinino |

| Arbitro: | Ferlito (Prato) |

|            |           |  |
| Rinino 42’ | Marcatori |  |